# Lohéac
Lohéac é uma comuna francesa na região administrativa da Bretanha, no departamento Ille-et-Vilaine. Estende-se por uma área de 5,13 km². Em 2010 a comuna tinha 668 habitantes (densidade: 130,2 hab./km²).